# Ungeradzahlige Fettsäuren

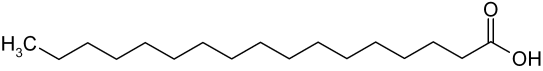
Margarinsäure mit ihren siebzehn Kohlenstoffatomen ist eine wichtige ungeradzahlige Fettsäure.

Ungeradzahlige Fettsäuren sind Fettsäuren, die eine ungerade Anzahl von Kohlenstoffatomen besitzen. Fettsäuren werden nicht nur nach ihrer Sättigung oder Ungesättigtheit eingeteilt, sondern auch nach der ungeraden oder geraden Anzahl der Kohlenstoffatome. Was das natürliche Vorkommen betrifft, so sind die meisten Fettsäuren geradzahlig, z. B. Palmitinsäure (C16) und Stearinsäure (C18). Hinsichtlich ihrer physikalischen Eigenschaften sind ungerad- und geradzahlige Fettsäuren ähnlich, sie sind im Allgemeinen farblos, in Alkoholen löslich und oft etwas ölig. Die ungeradzahligen Fettsäuren werden etwas anders biosynthetisiert und verstoffwechselt als ihre geradzahligen Verwandten. Neben den üblichen langkettigen Fettsäuren (C12-C22) sind auch einige sehr langkettige Fettsäuren (very long chain fatty acids, VLCFAs) bekannt. Einige dieser VLCFAs gehören ebenfalls zu den ungeradzahligen Varianten.

## Metabolismus

### Biosynthese
Die gebräuchlichsten ungeradzahligen Fettsäuren sind die gesättigten C15- und C17-Derivate, Pentadecansäure bzw. Margarinsäure. Geradzahlige Fettsäuren werden durch den Zusammenbau von Acetyl-CoA-Vorstufen synthetisiert. Da die Segmente jeweils zwei Kohlenstoffe lang sind, hat die resultierende Fettsäure eine gerade Anzahl von Kohlenstoffatomen. Für die Biosynthese von langkettigen Fettsäuren mit einer ungeraden Anzahl von Kohlenstoffatomen wird jedoch Propionyl-CoA anstelle von Acetyl-CoA als Startermolekül verwendet.

### Abbau

Betaoxidation von ungeradzahligen Fettsäuren

Im Vergleich zur Oxidation von geradzahligen Fettsäuren entsteht bei der Oxidation von ungeradkettigen Fettsäuren neben Acetyl-CoA auch Propionyl-CoA, so dass für die Oxidation noch drei zusätzliche Enzyme erforderlich sind. Das erste ist die Propionyl-CoA-Carboxylase. Dieses Enzym ist für die Carboxylierung des α-Kohlenstoffs eines Propionyl-CoA verantwortlich, um D-Methylmalonyl-CoA zu erzeugen. Danach führt die Methylmalonyl-CoA-Epimerase eine Isomerisierungsreaktion durch. Dabei wird das D-Isomer, das durch die Carboxylase-Reaktion entsteht, in das L-Isomer von Methylmalonyl-CoA umgewandelt. Es handelt sich um ein erst kürzlich entdecktes Enzym, das in den späten 1900er Jahren erforscht wurde und dessen erste Veröffentlichung 1961 erfolgte. Die Forscher kamen zu dem Schluss, dass tatsächlich eine racemische Reaktion vor der Bildung von Succinyl-CoA stattfindet. Die Methylmalonyl-CoA-Mutase schließlich, ein von Vitamin B12 abhängiges Enzym, wandelt L-Methylmalonyl-CoA über einen Freie-Radikal-Mechanismus in Succinyl-CoA um. Succinyl-CoA ist ein Zwischenprodukt des Citratzyklus und kann über diesen weiter verstoffwechselt werden.

## Beispiele
| Lipid- nummer | Name          | Name                   | Formel    | Formel                       | Masse (g/mol) | Vorkommen und/oder Einsatz   |
| Lipid- nummer | Trivial       | IUPAC                  | Molekular | Struktur                     | Masse (g/mol) | Vorkommen und/oder Einsatz   |
| ------------- | ------------- | ---------------------- | --------- | ---------------------------- | ------------- | ---------------------------- |
| C3:0          | Propionsäure  | Propansäure            | C3H6O2    | CH3CH2COOH                   | 74,08         | Produziert von Darmbakterien |
| C15:0         | -             | Pentadecansäure        | C15H30O2  | CH3(CH2)13CO2H               | 242,40        |                              |
| C17:0         | Margarinsäure | Heptadecansäure        | C17H34O2  | CH3(CH2)15CO2H               | 270,45        |                              |
| C17:1         | -             | cis-10-Heptadecensäure | C17H32O2  | CH3-(CH2)7-CH=CH-(CH2)7-COOH | 268,4         |                              |

## Vorkommen
Ungeradzahlige Fettsäuren kommen insbesondere in Wiederkäuerfett und -milch vor (z. B. Margarinsäure). Einige pflanzliche Fettsäuren haben ebenfalls eine ungerade Anzahl von Kohlenstoffatomen, und die aus dem Chlorophyll der Pflanze absorbierte Phytanfettsäure hat mehrere Methylverzweigungen. Infolgedessen zerfällt sie in drei ungeradzalige 3C-Propionylsegmente, sowie drei geradzahlige 2C-Acetylsegmente und ein geradzahliges 4C-Isobutyrylsegment. Beim Menschen hat die ungeradzahlige, kurzkettige Fettsäure (short chain fatty acid, SCFA) Propionsäure, im Gegensatz zu Buttersäure und Caprylsäure keine hemmende Wirkung auf die Glykolyse und stimuliert die Ketogenese nicht. Ungeradzahlige und verzweigtkettige Fettsäuren, die Propionyl-CoA bilden, können in geringfügigem Umfang als Vorstufen für die Gluconeogenese dienen.